# Schottenstift
Le Schottenstift (nom complet : Benediktinerabtei unserer Lieben Frau zu den Schotten - Abbaye bénédictine de Notre-Dame-aux-Écossais) est une abbaye au centre de Vienne fondée en 1155 quand Henri II Jasomirgott appela des moines irlandais et écossais à Vienne. Ces moines ne venaient cependant pas directement des îles Britanniques, mais de l'abbaye Saint-Jacques près de Ratisbonne.
Elle dépend de la congrégation bénédictine d'Autriche.

## Historique
Au haut Moyen Âge, les moines irlandais étaient réputés pour leur œuvre missionnaire. En latin, l'Irlande fut appelée Scotia Maior et, dans les pays germaniques, ces moines furent souvent appelés Écossais. Les monastères et abbayes fondés furent alors des Schottenklöster. Dans l'acte de fondation, Henri II Jasomirgott promettait de n'appeler que des moines « irlando-écossais ».
L'ancien margrave Henri II prend le titre de duc en 1156. Il quitte alors Klosterneuburg pour Vienne qui devient sa nouvelle ville de résidence. Par conséquent, il a besoin d'une abbaye. Au Moyen Âge, les monastères et abbayes ne furent pas uniquement des lieux de prière mais également d'importants trésors du savoir. Par la fondation d'un monastère, le seigneur avait accès à une bonne administration, une bibliothèque, un hôpital et à des prêtres pour assurer la messe dans sa nouvelle ville de résidence. Les « Écossais » participent également à la fondation de l'université en 1356.
La nouvelle abbaye reçoit des privilèges abondants. La première construction débute en 1160, la consécration a lieu vers 1200. Les moines de l'époque construisaient leur abbaye à l'extérieur de l'enceinte viennoise. Un hospice destiné aux pèlerins et croisés qui passaient par Vienne sur leur route vers Jérusalem est rajouté.

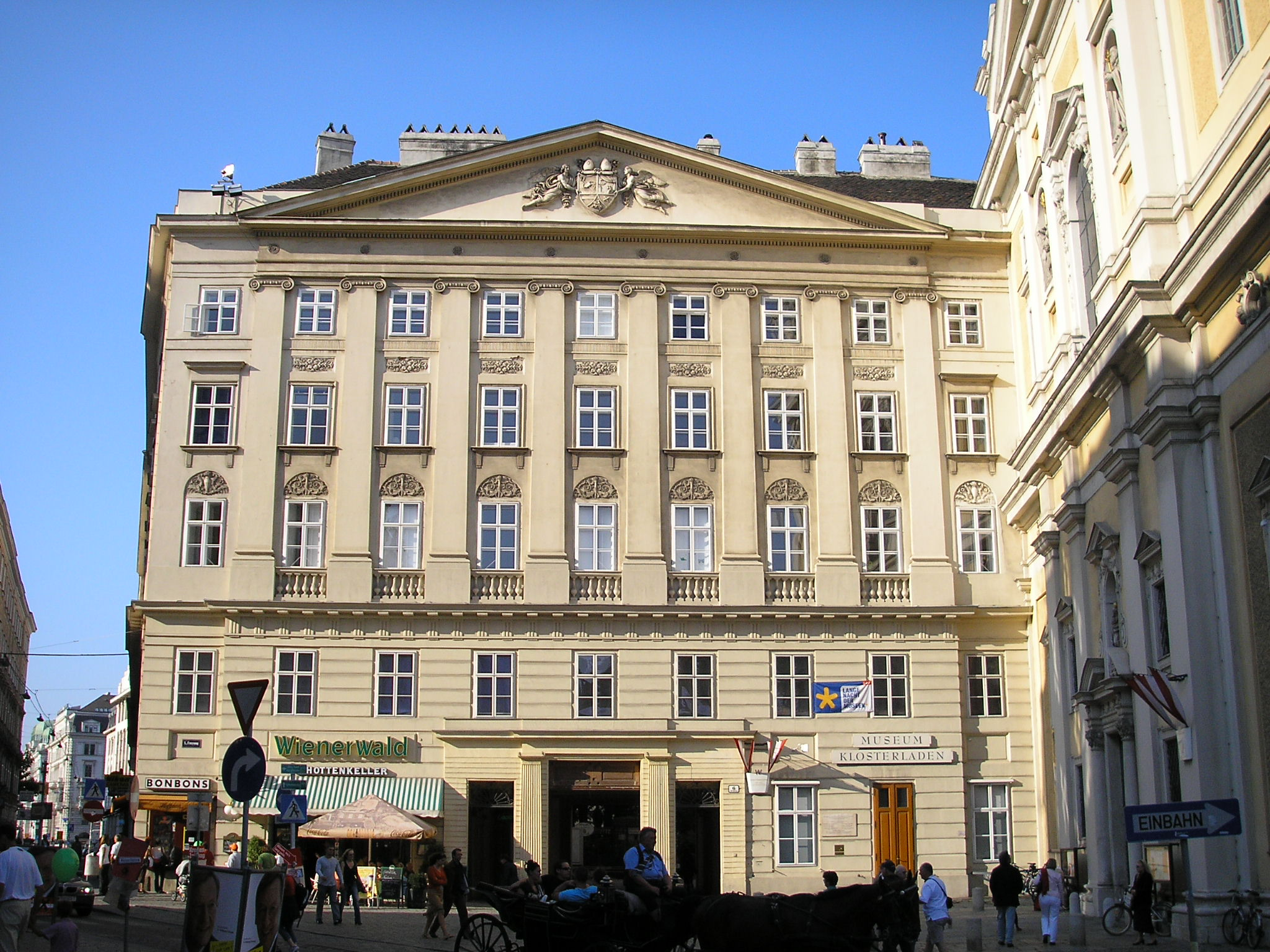
L'abbaye du Schottenstift à Vienne.

La première église de l'abbaye est construite en style roman avec une abside. Quand Henri Jasomirgott meurt en 1177, il est enterré dans la nouvelle église, appelée Église des Écossais. En 1276, l'ancienne abbaye est détruite dans un incendie qui ravage Vienne.
Dans le cadre de la réforme de Melk, Albert V enlève l'abbaye aux Écossais en 1418 pour la donner aux bénédictins. Le nom d'« Écossais » était cependant déjà établi et a perduré.
À la fin de l'époque gothique, on installa dans l'Eglise un nouveau maître-autel. Les volets dont une Déploration du Christ sont conservés au Palais du Belvédère, et le reste au Musée des Bénédictins de l'Abbaye. Le peintre encore anonyme, est ainsi appelé le Maître de l'Autel de l'Eglise des Bénédictins de Vienne. 
L'œuvre littéraire du maître d'école des Écossais Wolfgang Schmeltzl est datée du XVIe siècle, son successeur  fut Johannes Rasch.
La foudre avait détruit une tour de l'église en 1638, une occasion pour Andrea Allio l'Ancien, son cousin Andrea Allio le Jeune et Sylvestre Carlone d'entreprendre une restructuration complète de l'édifice. Le tailleur de pierre impérial Peter Concorz est chargé des travaux pour lesquels il achète une carrière à Kaisersteinbruch. Lors de ces travaux, la longueur de l'église fut réduite et elle ne fut plus adjacente à la nef. Une nouvelle image d'autel fut créée par Joachim von Sandrart à l'époque baroque qui se trouve aujourd'hui dans la salle des prélats. Au bout du siège de Vienne par les Turcs, l'église est de nouveau rénovée. Les tours baroques n'étaient pas très hautes, il y a eu certains projets à ce sujet, mais aucun ne fut réalisé.
Vers 1700, le grand musicien baroque Johann Joseph Fux est organiste de l'abbaye. Vers 1773-1774, une nouvelle maison du prieuré est construite sur le territoire du cimetière ouvert pour abriter l'école d'Andreas Zach. Le bâtiment ressemblait à une commode et fut appelé quotidiennement Schubladkastenhaus. À côté se trouvait l'hôtel Römischer Kaiser où une chanson de Franz Schubert fut entendue pour la première fois.
Un décret impérial crée en 1807 l'école privée Schottengymnasium. Entre 1826 et 1832 les maisons autour de l'abbaye sont transformées ou reconstruites par Joseph Kornhäusel, surtout du côté de la Freyung. Les maîtres de Kaisersteinbruch recevaient de nouveaux ordres comme des nouveaux escaliers en pierre impériale. Dans les années 1880, l'église est à nouveau modifiée ; des peintures murales de Julius Schmid ainsi qu'un nouvel autel d'après les plans d'Heinrich Ferstel avec une mosaïque de Michael Rieser sont ajoutés.
Dans la cour se trouve une Notre-Dame noire, une œuvre de Peter Nobile de 1825. La fontaine avec la statue du fondateur Henri II Jasomirgott est une œuvre de Sebastian Wagner.
Le musée de l'abbaye a été rénové en 2004-2005. S'y trouve entre autres l'« autel des maîtres écossais » peint par un maître anonyme, le Maître du Monastère des Écossais de Vienne aux environs de 1470, une œuvre importante du style gothique tardif ainsi qu'une importante source visuelle pour l'histoire de Vienne à cause des vues sur la ville y présentes.

## Sources
- (de) Cet article est partiellement ou en totalité issu de l’article de Wikipédia en allemand intitulé « Schottenstift » (voir la liste des auteurs).

- (de) Heinrich Ferenczy, Christoph Merth, Das Schottenstift und seine Kunstwerke, Orac, Vienne, 1980.  (ISBN 3-85368-859-4)
- (de) Franz Goldhann (dir.), « Gülten-Buch des Schottenklosters in Wien v. J. 1314–1327 » In: Quellen und Forschungen zur vaterländischen Geschichte, Literatur und Kunst, Braumüller, Vienne, 1849. (« fichier PDF »(Archive.org • Wikiwix • Archive.is • Google • Que faire ?))
- (de) Cölestin Roman Rapf, Das Schottenstift, Zsolnay, Vienne et Hambourg, 1974  (ISBN 3-552-02607-X)
- (de) Helmuth Furch, « Peter Concorz, Bildhauer auf der Freyung » In: Mitteilungen des Museums- und Kulturvereines Kaisersteinbruch, Nr. 26, mai 1993.

### Sites internet
- (de) Site officiel du Schottenstift